# 中国驻瑞典大使列表
本列表为中華民國和中華人民共和國驻瑞典历任大使名录。

## 历任中国驻瑞典大使

### 中华民国驻瑞典公使（1916年－1947年）
1916年起，中华民国开始派遣驻瑞典公使，初由驻德公使兼任，1920年起改为专使。1947年，中华民国驻瑞典公使馆升格为大使馆。
| 姓名   | 任命           | 到任           | 递交国书       | 免职           | 离任           | 外交衔级       | 外交职务     | 备注                          | 备注 |
| ------ | -------------- | -------------- | -------------- | -------------- | -------------- | -------------- | ------------ | ----------------------------- | ---- |
| 颜惠庆 | 1916年4月13日  |                |                |                | 1920年5月      | 公使           | 特命全权公使 | 驻德国兼                      |      |
| 朱诵韩 | 1918年6月21日  |                |                |                |                | 一等秘书       | 临时代办     |                               |      |
| 章祖申 | 1920年10月3日  |                |                | 1922年6月17日  |                | 公使           | 特命全权公使 | 兼驻挪威                      |      |
| 王赉祺 | 1922年2月16日  |                |                |                |                | 一等秘书       | 临时代办     | 兼代办芬兰                    |      |
| 戴陈霖 | 1922年6月17日  |                | 1922年11月30日 | 1925年10月24日 |                | 公使           | 特命全权公使 | 兼驻挪威、丹麦                |      |
| 曾宗鉴 | 1926年2月23日  |                |                | 1927年         |                | 公使           | 特命全权公使 | 兼驻挪威                      |      |
| 龚安庆 | 1925年2月27日  |                |                |                |                | 参事衔一等秘书 | 临时代办     | 兼代办芬兰                    |      |
| 雷炳扬 |                | 1926年7月      |                |                | 1929年11月14日 | 三等秘书       | 临时代办     |                               |      |
| 诸昌年 | 1929年7月27日  | 1929年11月14日 | 1929年11月22日 | 1934年2月1日   |                | 公使           | 特命全权公使 | 兼驻挪威、芬兰                |      |
| 谭伯羽 | 1934年2月1日   | 1934年3月30日  |                |                | 1936年9月20日  | 参事           | 临时代办     |                               |      |
| 王景岐 | 1936年5月19日  | 1936年9月20日  | 1936年9月25日  | 1938年10月21日 |                | 公使           | 特命全权公使 | 兼驻挪威                      |      |
| 谢维麟 | 1938年10月21日 | 1938年12月18日 | 1938年12月30日 | 1947年9月18日  |                | 公使           | 特命全权公使 | 初兼驻挪威，1943年8月31日免兼 |      |

### 中华民国驻瑞典大使（1947年－1950年）
1947年9月18日驻瑞典公使馆升格为大使馆后，公使谢维麟升任大使。1950年1月19日，大使馆因断交而闭馆。
| 姓名   | 任命          | 到任          | 递交国书      | 免职 | 离任          | 外交衔级 | 外交职务     | 备注 | 备注 |
| ------ | ------------- | ------------- | ------------- | ---- | ------------- | -------- | ------------ | ---- | ---- |
| 谢维麟 | 1947年9月18日 | 1947年9月18日 | 1947年9月20日 |      | 1950年1月19日 | 大使     | 特命全权大使 |      |      |

### 中华人民共和国驻瑞典大使（1950年至今）
1950年5月9日，中华人民共和国与瑞典建交，开始派遣驻瑞典大使。
| 姓名   | 任命           | 任命           | 到任           | 递交国书       | 免职           | 免职           | 离任           | 外交衔级 | 外交职务     | 备注           |
| 姓名   | 全国人大常委会 | 主席           | 到任           | 递交国书       | 全国人大常委会 | 主席           | 离任           | 外交衔级 | 外交职务     | 备注           |
| ------ | -------------- | -------------- | -------------- | -------------- | -------------- | -------------- | -------------- | -------- | ------------ | -------------- |
| 耿飚   | 1950年6月28日  | 1950年5月9日   | 1950年9月12日  | 1950年9月19日  | 1955年11月10日 | 1956年2月28日  | 1956年2月      | 大使     | 特命全权大使 | 兼驻丹麦、芬兰 |
| 韩念龙 | 1955年11月10日 | 1956年2月28日  | 1956年5月      | 1956年5月24日  | 1958年11月23日 | 1958年12月20日 | 1958年10月     | 大使     | 特命全权大使 |                |
| 董越千 | 1958年11月23日 | 1958年12月20日 | 1959年1月      | 1959年1月26日  | 1963年12月18日 | 1964年2月1日   | 1964年1月18日  | 大使     | 特命全权大使 |                |
| 杨伯箴 | 1963年12月18日 | 1964年2月1日   | 1964年4月6日   | 1964年4月20日  | 1966年9月15日  | 不適用         | 1966年         | 大使     | 特命全权大使 |                |
| 秦加林 | 1966年9月15日  | 不適用         | 未到任         | 不適用         | 不適用         | 不適用         | 不適用         | 大使     | 特命全权大使 |                |
| 李德华 | 不適用         | 不適用         | 1966年         | 不適用         | 不適用         | 不適用         | 1967年         | 参赞     | 临时代办     |                |
| 刘冀才 | 不適用         | 不適用         | 1967年         | 不適用         | 不適用         | 不適用         | 1969年6月      | 参赞     | 临时代办     |                |
| 王栋   | 不適用         | 不適用         | 1969年6月20日  | 1969年6月27日  | 不適用         | 不適用         | 1971年12月     | 大使     | 特命全权大使 |                |
| 王鲁明 | 不適用         | 不適用         | 1972年2月20日  | 1972年3月9日   | 不適用         | 不適用         | 1974年5月      | 大使     | 特命全权大使 |                |
| 秦力真 | 不適用         | 不適用         | 1974年8月2日   | 1974年8月6日   | 1979年6月12日  | 不適用         | 1979年6月      | 大使     | 特命全权大使 |                |
| 曹克强 | 1979年4月3日   | 不適用         | 1979年10月2日  | 1979年10月4日  | 1982年11月19日 | 不適用         | 1982年12月12日 | 大使     | 特命全权大使 |                |
| 王泽   | 1982年11月19日 | 不適用         | 1983年2月      | 1983年2月24日  | 1984年7月7日   | 1984年12月14日 | 1984年9月      | 大使     | 特命全权大使 |                |
| 吴家淦 | 1984年7月7日   | 1984年12月14日 | 1984年12月     | 1984年12月14日 | 1988年7月1日   | 1988年9月16日  | 1988年9月      | 大使     | 特命全权大使 |                |
| 唐龙彬 | 1988年7月1日   | 1988年9月16日  | 1988年10月     | 1988年10月10日 | 1992年12月28日 | 1993年8月6日   | 1993年7月      | 大使     | 特命全权大使 | 兼驻拉脱维亚   |
| 杨桂荣 | 1992年12月28日 | 1993年8月6日   | 1993年8月      | 1993年8月19日  | 1996年10月29日 | 1997年3月28日  | 1997年2月      | 大使     | 特命全权大使 |                |
| 乔宗淮 | 1996年10月29日 | 1997年3月28日  | 1997年3月      | 1997年3月19日  | 1998年6月26日  | 1999年1月8日   | 1998年10月     | 大使     | 特命全权大使 |                |
| 王桂生 | 1998年8月29日  | 1999年1月8日   | 1998年12月     | 1998年12月17日 | 2001年6月30日  | 2001年11月28日 | 2001年11月     | 大使     | 特命全权大使 |                |
| 邹明榕 | 2001年6月30日  | 2001年11月28日 | 2001年12月     | 2001年12月7日  | 2004年6月25日  | 2004年10月14日 | 2004年6月      | 大使     | 特命全权大使 |                |
| 吕凤鼎 | 2004年6月25日  | 2004年10月14日 | 2004年9月      | 2004年9月23日  | 2007年6月29日  | 2008年5月6日   | 2008年4月      | 大使     | 特命全权大使 |                |
| 陈明明 | 2007年6月29日  | 2008年5月6日   | 2008年5月6日   | 2008年5月28日  | 2010年2月26日  | 2011年4月2日   | 2011年3月      | 大使     | 特命全权大使 |                |
| 兰立俊 | 2010年2月26日  | 2011年4月2日   | 2011年4月      | 2011年5月19日  | 2013年6月29日  | 2013年11月25日 | 2013年10月     | 大使     | 特命全权大使 |                |
| 陈育明 | 2013年6月29日  | 2013年11月25日 | 2013年10月22日 | 2013年12月5日  | 2017年4月27日  | 2017年8月7日   | 2017年8月      | 大使     | 特命全权大使 |                |
| 桂从友 | 2017年4月27日  | 2017年8月7日   | 2017年8月18日  | 2017年9月28日  | 2021年8月20日  | 2022年1月8日   | 2021年9月      | 大使     | 特命全权大使 |                |
| 崔爱民 | 2021年8月20日  | 2022年1月8日   | 2021年12月31日 | 2022年1月11日  | 现任           |                |                | 大使     | 特命全权大使 |                |